# Fachgruppe Infrastruktur
Die Fachgruppe Infrastruktur (FGr I) ist eine Fachgruppe des THW für Gefahren durch schadhafte Ver- und Entsorgungssysteme. Sie führt zur Beseitigung von Gefahren und Notlagen notwendige Sicherungs- oder Absperrmaßnahmen an Elektro-, Wasser-, Gas- und Abwasserleitungen im Bereich der Haus- und Gebäudetechnik durch. Sie setzt wichtige Verteiler- und Verbraucheranlagen behelfsmäßig wieder instand, richtet Elektro-, Wasser- und Abwassersysteme in Notunterkünften, Bereitstellungsräumen und Einrichtungen öffentlichen Interesses ein. Sie stellt die Stromversorgung von Einsatzgeräten in Zusammenarbeit mit anderen Einheiten an der Schadensstelle sicher. Sie arbeitet technisch und personell mit Ver- und Entsorgungsunternehmen zusammen. Bei Bedarf wirkt sie beim Betrieb von Notbrunnen und Schutzräumen mit.

## Fahrzeuge/Ausstattung
Die Stärke- und Ausstattungsnachweisung des THW sieht für die Fachgruppe Infrastruktur folgende Fahrzeuge vor:
- Mannschaftslastwagen, Typ IV, (MLW 4), 3 t Nutzlast, geländegängig
- Mannschaftstransportwagen
- Anhänger mit Spezialaufbau (2 t)

Da vielerorts noch Überbestände an Fahrzeugen aus Zeit der Instandsetzungszüge vorhanden sind, gibt es bei der Fachgruppe Infrastruktur unterschiedliche Kombinationen an Fahrzeugen. Einige Teile der genannten Züge wurden im vergangenen Jahrtausend in die Fachgruppen Infrastruktur überführt.

## Personal/Stärke
Kurzform:
0/3/9/12
Funktions- und Helferübersicht:
- 1 Gruppenführer
- 2 Truppführer (Atemschutzgeräteträger / CBRN-Helfer)
- 9 Fachhelfer

In der Fachgruppe Infrastruktur werden durch die 9 Fachhelfer folgende Zusatzfunktionen besetzt (Doppel-Zusatzfunktionen notwendig, z. B.: Kraftfahrer und Sprechfunker):
- 4 Atemschutzgeräteträger / CBRN-Helfer
- 4 Kraftfahrer CE / Sprechfunker
- 1 Sanitätshelfer
- 2 THW-Schweißer/Brennschneider
- 2 PE/PVC-Schweißer

Bundesweit sind 83 Fachgruppen Infrastruktur aufgestellt.